# Потатгытгын
Потатгытгын (Потат-Гытхын) — пресное озеро на северо-востоке Камчатского края России. Расположено на территории Олюторского района. Является зоологическим памятником природы регионального значения. Статус присвоен решением исполнительного комитета Камчатского областного Совета народных депутатов 9 января 1981 года. Находится в охранной зоне Корякского заповедника.
Потат — корякское мужское имя, гытгын — озеро, Потатгытгын — «озеро Потата».
Из озера вытекает река Пылговаям (впадает в реку Пахача), в озеро впадают 11 ручьев и речек, самая крупная из которых — Курваям.
Является самым крупным нагульно-нерестовым нерковым водоемом на Корякском нагорье. Именно для сохранения нерестилищ азиатской нерки озеру был присвоен статус памятника природы.
Озеро окружено возвышенностями Пылгинского хребта, имеющими высокогорный характер — со скалистыми гребнями и склонами с убывающей крутизной. Вследствие сурового климата озеро слабо прогревается, из-за особенностей ветрового режима и морфологии для него характерна интенсивная циркуляция. Максимальная температура поверхности воды летом — 11-13 °C. Туристические маршруты к озеру не разработаны в связи с его труднодоступностью и дороговизны проезда. Вода очень слабо минерализована, на всех глубинах в воде наблюдается высокое содержание кислорода.
Фитопланктон преимущественно представлен диатомовыми водорослями. Особенностью озера является наличие крупной циклотеллы, другие водоросли характерны для озёр в данном регионе. Зоопланктон обычный для озёр в этом регионе. Бентос относительно небогат, интересной находкой в литорали стала полихета манаюнкия (Manayunkia) — реликтовый вид, свидетельствующий что озеро представляет собой древний морской залив, опресневший после понижения уровня моря.
Ихтиофауна имеет максимальное для камчатских озёр видовое разнообразие: азиатская нерка, кижуч, арктический голец, камчатский хариус, сибирская ряпушка, сиг-валёк, тонкохвостый налим, пестроногий подкаменщик и ещё один вид сиговых, который не удалось определить, а также озёрная малоротая корюшка (Hypomesus olidus). В 2000—2007 годах ежегодно на берегу озера вылавливалось от 40 до 70 тонн нерки.